# Perieți (Ialomița)
Perieți [ˈperiet͡sʲ] ist eine Gemeinde im Kreis Ialomița in der Walachei, Rumänien.

## Geographische Lage

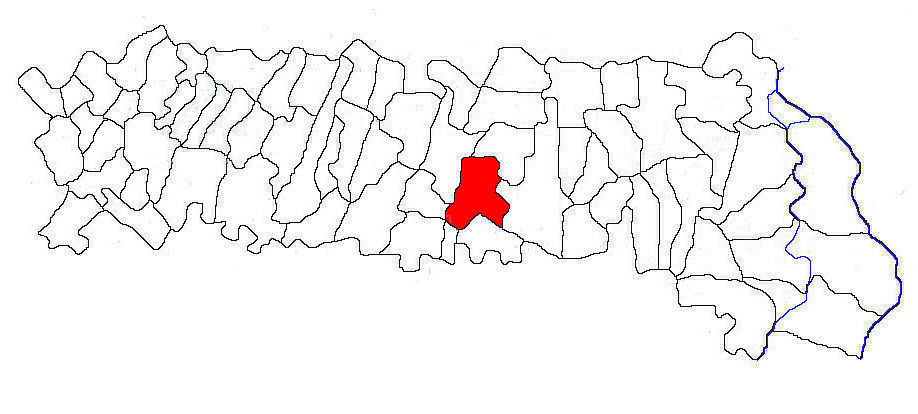
Lage der Gemeinde Perieți im Kreis Ialomița

Die Gemeinde Perieți befindet sich im Bărăgan-Flachland im Osten der Großen Walachei, nördlich des Flusses Ialomița. Die vier eingemeindeten Dörfer Fundata im Norden, Misleanu im Westen und Stejaru bzw. Păltinișu im Osten, befinden sich 2–6 Kilometer vom Gemeindezentrum entfernt. Der Ort Perieți liegt ca. 10 Kilometer westlich von der Kreishauptstadt Slobozia entfernt.

## Bevölkerung und Bildung
2002 bezeichneten sich von den 3667 Einwohnern, 3663 als Rumänen und vier als Roma.
Es gibt eine Grundschule im Ortsteil Misleanu und eine Schule bis Klasse 8 in Perieți. Weitere Bildungsangebote gibt es im ca. 10 km entfernten Slobozia. Ein Teil der Bevölkerung hat jedoch nach 6 oder gar 4 Jahren die Schule abgebrochen.

## Wirtschaft und Verkehr
Hauptwirtschaftszweig ist Agrarwirtschaft und Viehzucht. Angebaut werden Mais und Korn. Daneben gibt es eine Reihe von Kleinbetrieben die oft aus dem Baugewerbe sind.
Durch den Ort Perieți verläuft die Europastraße 60, eine der beiden Hauptadern der West-Ost-Verbindung von Bukarest nach Constanța. Der Bahnhof der Bahnstrecke Urziceni–Țăndărei auf dem Gebiet der Gemeinde, befindet sich im eingemeindeten Dorf Fundata.